# August Hinderer
August Hermann Hinderer (* 8. August 1877 in Weilheim an der Teck; † 27. Oktober 1945 in Kirchheim unter Teck) war evangelischer Theologe, Publizist und Honorarprofessor für Publizistik. Als Direktor des Evangelischen Preßverbandes für Deutschland (EPD) in Berlin-Steglitz formte er aus der „Evangelischen Correspondenz für Deutschland“ die Nachrichtenagentur Evangelischer Pressedienst (epd). Er entwickelte ein neues Konzept evangelischer Öffentlichkeitsarbeit, das den damals neuen Medien Rechnung trug.

## Leben
August Hermann Hinderer war das jüngste von fünfzehn Kindern des Lehrers Georg Christian Hinderer und dessen Ehefrau Anna Maria Kurz in Weilheim an der Teck. Die Familie war stark im schwäbischen Pietismus verwurzelt. Er wurde am 11. August 1877 evangelisch getauft. Hinderer war verheiratet mit Clara Hinderer, geborene Maurer (1885–1928). Das Ehepaar hatte drei Kinder: Hermann, Fritz und Maria Diemut. Die Familie bewohnte zwischen 1928 und 1944 die Villa Hinderer in Berlin-Steglitz.
Der Sohn Fritz Hinderer war ein bekannter Astronom und Astrophysiker.

### Ausbildung
Von 1891 bis 1895 besuchte Hinderer das Evangelische Seminar Maulbronn und war dort Stubengenosse des späteren Schriftstellers Hermann Hesse, der zusammen mit ihm 1891 in das Seminar eintrat. Nach dem Seminar in Blaubeuren studierte er Theologie an den Universitäten Tübingen, Greifswald und Halle. Er war seit 1895 Mitglied der Studentenverbindung AV Nicaria Tübingen im SB.

### Beruflicher Werdegang
Im Jahre 1900 wurde Hinderer Vikar. Er war an sieben verschiedenen Orten in Württemberg tätig und engagierte sich besonders in der Jugendarbeit. 1907 wurde er ordiniert. Im selben Jahr berief ihn die Evangelische Gesellschaft Stuttgart zum Leiter ihrer literarischen Abteilung, wo er für den Buchverlag und für die Herausgabe der Württembergischen Evangelischen Gemeindeblätter verantwortlich war. 1908 übernahm er die Schriftleitung des Evangelischen Gemeindeblattes für Württemberg, für das er bald eine größere Verbreitung dadurch erreichte, dass er auch das Interesse höher gebildeter Leser weckte. 1916 wurde er Direktor des Evangelischen Preßverbandes für Württemberg und 1918 Direktor des Evangelischen Preßverbandes für Deutschland (EPD) in Berlin.
Zu den Fragen der gesellschaftlichen Veränderungen in Deutschland nach 1918 nahm der EPD früh Stellung. Ab November 1918 erschien die Kirchenfrage (November 1918 bis September 1921) als Kommunikationsmittel zwischen den evangelischen Landeskirchen. Bei der Neuordnung des Verhältnisses zwischen Kirche und Staat beteiligte sich der EPD unter Hinderer mit der Publikation Schulfrage (1919–1922). Hier wurden in der Diskussion um den Entwurf des Reichsschulgesetzes die Eltern angesprochen, die sich bei einer Befragung für den Erhalt des Religionsunterrichtes an öffentlichen Schulen einsetzten. Hinderer führte 1919 für die dem Preßverband angegliederte Nachrichtenagentur das Kürzel „Epd“ ein. Der epd ist heute Deutschlands älteste Nachrichtenagentur.
1924 wurde Hinderer Herausgeber der Wochenzeitung Evangelisches Deutschland, Kirchliche Rundschau für das Gesamtgebiet des Deutschen Evangelischen Kirchenbundes. Im gleichen Jahr erschien die erste Nummer des Bilderboten für das evangelische Haus, der in kurzer Zeit eine Auflage von 300 000 Exemplaren erreichte. 1924 erschien auch erstmals der Eckart. Blätter für evangelische Geisteskultur, Organ der Zentralstelle zur Förderung der Volks- und Jugendfürsorge. Leitende Mitarbeiter im EPD waren Harald Braun, Hans Walter Liepmann und Kurt Ihlenfeld. Zum EPD gehörte die Zentralstelle für Kirchenmusik, wo ab 1931 eigene Schallplatten, die „Kantorei“ produziert wurden, sowie der Eckart-Verlag. Mit der Einrichtung der Evangelischen Bildkammer 1922 verfolgte der EPD die Ziele das Filmschaffen zu ethisieren und Öffentlichkeitsarbeit für die Kirche zu leisten „Der Elternbeirat, Wegweiser durch die Schulpolitik“ (1921–1933) sollte Elternbeiräte bei ihrer Arbeit unterstützen. 1924 wurde die Evangelische Buchgemeinde gegründet. Ab 1928 gab der Verband zweimonatlich „Die Buchberatung, Blätter für evangelisches Büchereiwesen“ heraus.
1925 entsandte die evangelische Kirche Hinderer zum Beisitzer der „Film-Oberprüfstelle“, der höchsten Stelle für Filmkontrolle in der Weimarer Republik, der er bis 1934 angehörte. Ab 1926 baute er das „Zentralarchiv für evangelisches Schrifttum“ auf. Den Zweck des Archivs beschrieb er mit den Worten:

„Das Zentralarchiv soll durch vollständige Sammlung aller auf deutschem evangelischen Boden erscheinenden Zeitschriften, Nachrichtenblätter, Vereinsorgane, durch deren Ordnung nach sachlichen Gesichtspunkten und durch statistische Erhebungen die Grundlage für eine systematische wissenschaftliche Bearbeitung des deutschen evangelischen Zeitschriftenwesens schaffen.“

Die Gesamtauflage der vom EPD herausgegebenen Zeitungen belief sich im Jahr 1928 auf rund 17 Millionen Exemplare. Karl Barth kritisierte 1930 die weitreichende Öffentlichkeitsarbeit des EPD unter Hinderer als Kulturprotestantismus.
Die Weiterbildung der Schriftleiter war Hinderer ein besonderes Anliegen. Von 1912 bis 1932 fanden unter seiner Leitung regelmäßig Konferenzen zur Schulung der in der Presse tätigen Theologen statt.
1927 berief die Berliner Universität Hinderer zum Honorarprofessor für evangelisches Pressewesen an der Theologischen Fakultät, wo er 1931 Direktor des von ihm gegründeten und vom EPD finanzierten Seminars für Publizistik wurde.

### Kirchliche Ämter
Die evangelische Kirche entsandte Hinderer in mehrere kirchliche und kulturpolitische Gremien. Neben dem Vertreter des katholischen und des sozialistischen Bildungsausschusses war er Mitglied des Kulturbeirats im deutschen Rundfunk. Er fungierte als Vertreter der evangelischen Kirche in der Filmoberprüfstelle und der Leipziger Reichsstelle zur Überwachung minderwertigen Schrifttums. Zudem war er Mitglied im Deutschen Evangelischen Kirchentag sowie in der Generalsynode der Kirche der Altpreußischen Union. 1934 wurde der von ihm gegründete Reichsverband der Evangelischen Presse eine Fachschaft innerhalb der Reichspressekammer. In der Würdigung des Werkes von Hinderer stehen vor allem die 15 Jahre seiner Tätigkeit als EPD-Direktor von 1918 bis 1933 im Fokus:

„Hinderer war in dieser Zeit der überragende evangelische Publizist Deutschlands. Der Erfinder der evangelischen Öffentlichkeitsarbeit schuf eine von der Kirche unabhängige, finanzstarke, multimediale und ökumenische publizistische Organisation. Vor allem hat er dem Protestantismus eingeprägt, dass die Publizistik eine elementare, unverzichtbare Lebensäußerung der Kirche ist.“

## Gegnerschaft zum Naziregime
Im März 1933 warnte Hinderer als epd-Herausgeber die damals in Berlin versammelten Mitglieder des Deutschen Evangelischen Kirchenausschusses vor dem Nationalsozialismus. Er lavierte riskant zwischen den Machtblöcken der Nazis und befand sich in permanenter Auseinandersetzung mit dem Staat und den dem NS-Staat nahestehenden Kirchenleitungen, das heißt den regimetreuen Deutschen Christen (DC) und der Deutsche Evangelische Kirche (DEK) genannten Vereinigung der Landeskirchen. 1933 wurden die Büros des EPD von der SA besetzt, Hinderer, wie auch sein Mitarbeiter Hans Liepmann abgesetzt und die Leitung von nationalsozialistischen Deutschen Christen übernommen. 1934 wurde Hinderer verhaftet und entging nur knapp seiner Hinrichtung. Danach verhielt er sich weitgehend neutral gegenüber dem Regime. Zeitweise diktierten die Deutschen Christen die Nachrichtengebung des epd, die NS-Sprachregelungen galten auch in der evangelischen Agentur. Die evangelische Presse wurde mit Verordnungen, Erlassen, Gesetzen, Verboten bekämpft. Im Laufe der Jahre wurden 50.000 vertrauliche Presseanweisungen von den Nationalsozialisten ausgegeben, mehr als ein Viertel davon bestand aus Schweigegeboten. Nachdem Hinderer den Schutz der Kirche verloren hatte, war er mit seinem Kurs der Neutralität kirchenpolitischen Anfeindungen von allen Seiten ausgesetzt. Im Februar 1945 wurde er von der Gestapo ins Verhör genommen unter dem Verdacht der Verbindung mit Männern des 20. Juli 1944 und ausländischer Pressebeziehungen. Der Autor Walter Schwarz geht auf die Gratwanderung Hinderers in seiner Biografie ein:

„Aber die Kirchenführer standen im März 1933 dem Nationalsozialismus noch so gutgläubig gegenüber, soweit sie nicht sogar ausgeprägte Parteigenossen waren, waren sie von den Deutschen Christen, sei es noch so stark begeistert, sei es schon so stark eingeschüchtert, dass sie Hinderers Warnung mit eisigem Schweigen aufnahmen.“

## Auszeichnungen
Die Universität Tübingen verlieh Hinderer 1927 die theologische Ehrendoktorwürde.

## Schriften
- Was zur Tat wurde: Bilder aus der Inneren Mission in Württemberg. Stuttgart 1910.
- Deutsch-evangelisches Pressewesen. In: G. Schenkel (Hrsg.): Der Protestantismus der Gegenwart. Stuttgart, 1926, S. 383–393.
- Geschichte der evangelischen Presseverbandsbestrebungen. (Typoskript 1926)
- Ökumenisches Schrifttum. Berlin 1927.
- Vom Apostolat der Presse. Berlin 1929.
- Film und Rundfunk als Objekt der Wissenschaft. Die Publizistik und die Zeitungswissenschaft vor neuen Aufgaben. In: Zeitungswissenschaft 9, (1934), S. 20–23.
- Zeitungskunde. Vorlesungsmanuskript von August Hinderer. Gemeinschaftswerk der Evangelischen Presse, 1961.